# Vườn quốc gia Kinchega
Vườn quốc gia Kinchega  là một vườn quốc gia ở bang New South Wales,Úc, cách thành phố Sydney 839 km về phía tây và cách thành phố Broken Hill 111 km về phía đông nam. Vườn này có diện tích rộng khoảng 443 km² và tiếp giáp thành phố nhỏ Menindee. Cạnh phía đông của vườn do sông Darling tạo thành.
Vườn quốc gia này có nhiều vật tạo tác của thổ dân Paakantji để lại, và vô số động vật chim muông hoang dã.